# Морський музей (Мадрид)
40°25′03″ пн. ш. 3°41′34″ зх. д. / 40.41752° пн. ш. 3.692802° зх. д.

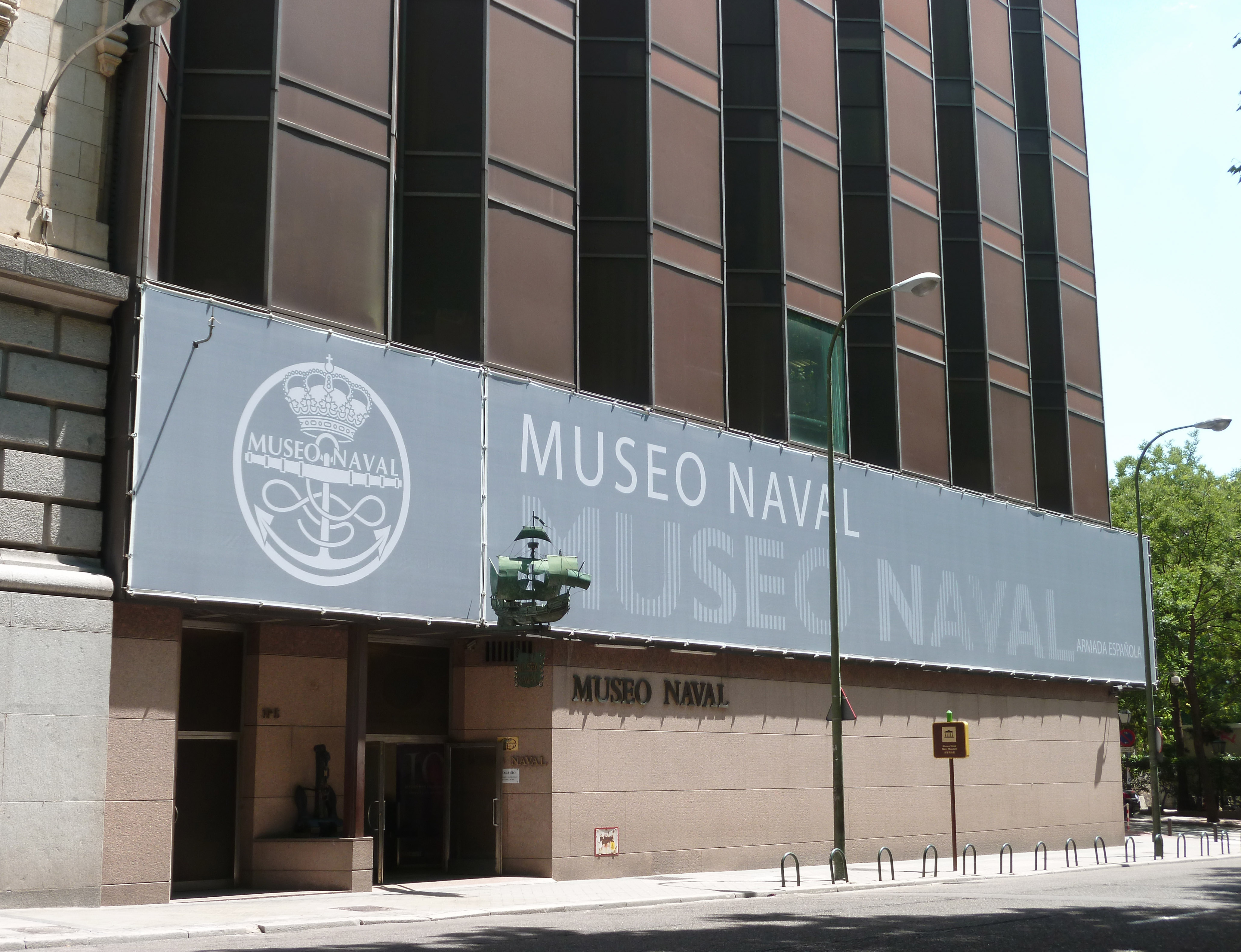
Морський музей. Мадрид

Морський музей (ісп. El Museo Naval de Madrid) - музей у столичному Мадриді про історію розвитку морського флоту Іспанії.

## Історія

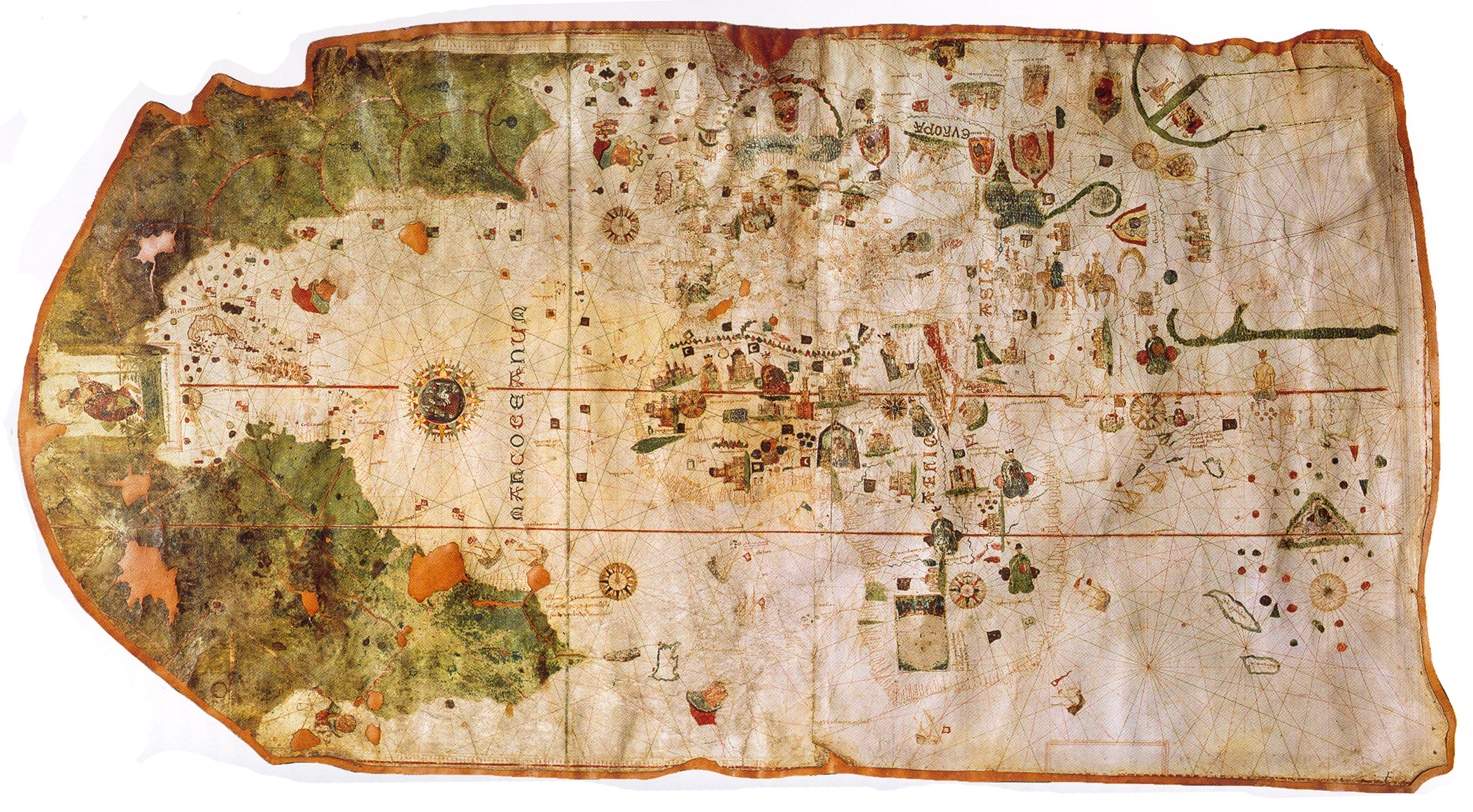
Карта Америки де ла Коса. 1500

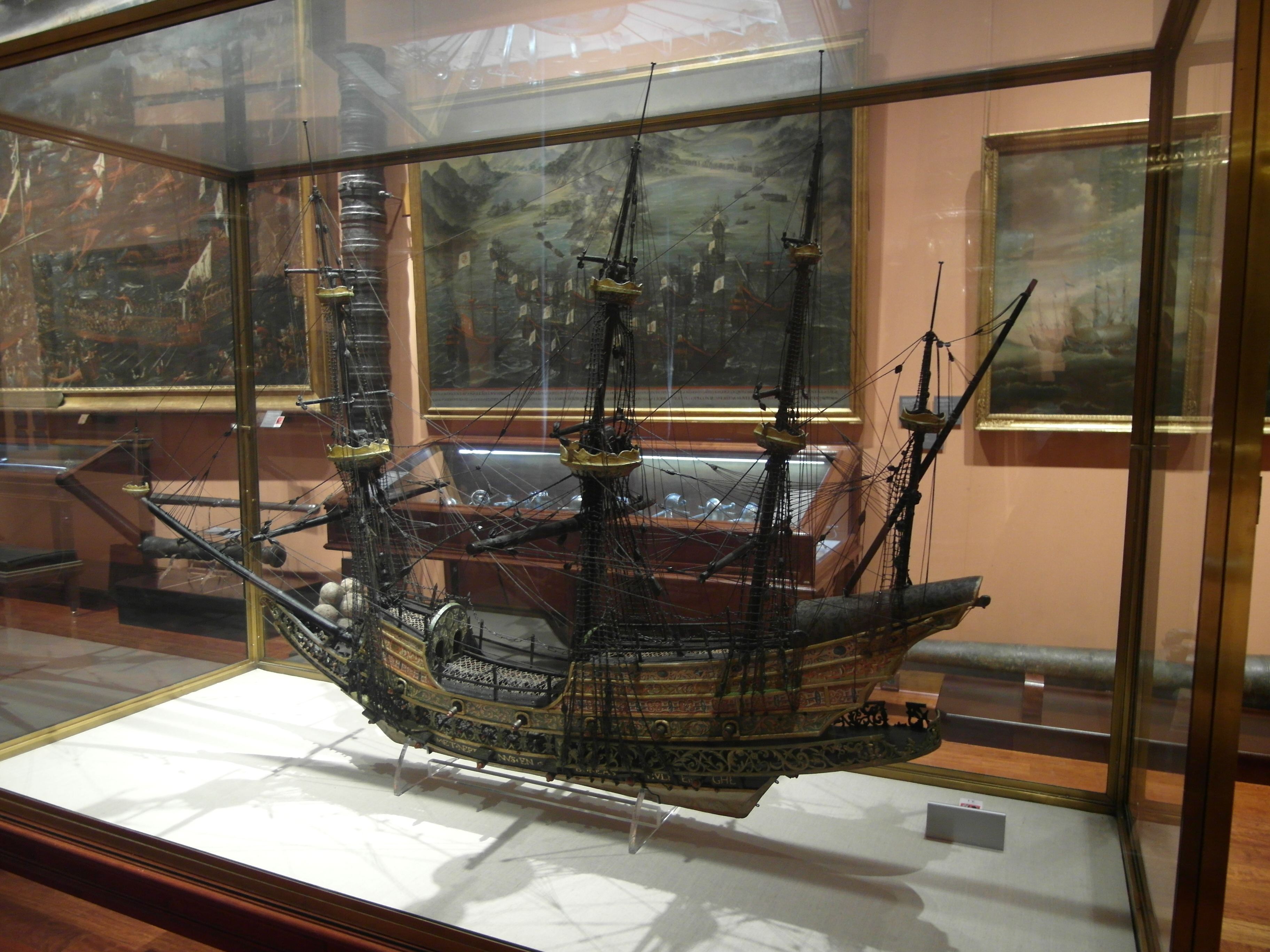
Експозиція

Музейна збірка була започаткована 28 вересня 1792 Антоніо Фернандесом Базаном, секретарем короля Карла IV. Для бібліотеки необхідно було зібрати книги про природничі науки, необхідні при створенні кораблів, на що виділялось 100.000 реалів. Було відправлено посланців для купівлі книг, карт у Франції, Британії, офіцерів-моряків для копіювання рукописів, карт в архівах Іспанії, що стосувались флоту. У 1830-х роках проект призупинили і відновила 19 листопада 1843 королева Ізабелла II. Колекції перенесли 1845 у нове приміщення, через загрозу його руйнації у інше, відкрите 27 листопада 1853 для публіки за участі королеви. Нове відкриття настало у жовтні 1932 у будівлі колишнього Адміралтейства завдяки адміралу Хуліо Гільєну Тато і він без значних змін дійшов до 1993.
Колекція була складена з внесків королівської династії, ВМФ, навчальних закладів флоту, гідрографічного інституту, обсерваторії Сан-Фернандо, приватних пожертвувань. Експозиція розміщена у хронологічному порядку від XV ст. до ХХІ ст. Цікава найдавніша карта Америки Хуана де ла Коса, власника каравели Santa María з експедиції Колумба, деталі корабля San Diego, затонулого 1600 біля Філіппін, віднайдених 1900. У музеї представлено портрети мореплавців, моделі кораблів,зброю, зразки обмундирування.